# Шварц, Самуэль (конькобежец)
Самуэль Шварц (нем. Samuel Schwarz; 22 августа 1983 года, Восточный Берлин) — немецкий конькобежец. Участник Зимних Олимпийских игр 2006 и 2010.

## Биография
Дебютировал в Кубке мира в 2003 году.
На Олимпийских играх 2010 года в Ванкувере участвовал на трёх дистанциях, занял 23-е место на 500 м, 16-е на 1000 м и 32-е на 1500 м.
В декабре 2010 года на этапе Кубка мира в Обихиро победил на дистанции 1000 м.
Принимал участие на зимних Олимпийских играх 2014 года в Сочи завоевав 34-е место на дистанции 500 метров.